# Money (Elin Lanto-låt)
Money är en poplåt skriven av Lasse Andersson och framförd av Elin Lanto i den svenska Melodifestivalen 2007. Den deltog i första deltävlingen i Jönköping, och gick vidare till andra chansen för att där slås ut. Singeln låg som högst på 16:e plats på försäljningslistan för singlar i Sverige. Den 1 april 2007 gjordes ett försök att få in melodin på Svensktoppen , som dock misslyckades .

## Listplaceringar
| Lista (2007) | Topplacering |
| ------------ | ------------ |
| Sverige      | 16           |